# Vimmerby–Ydre Järnväg

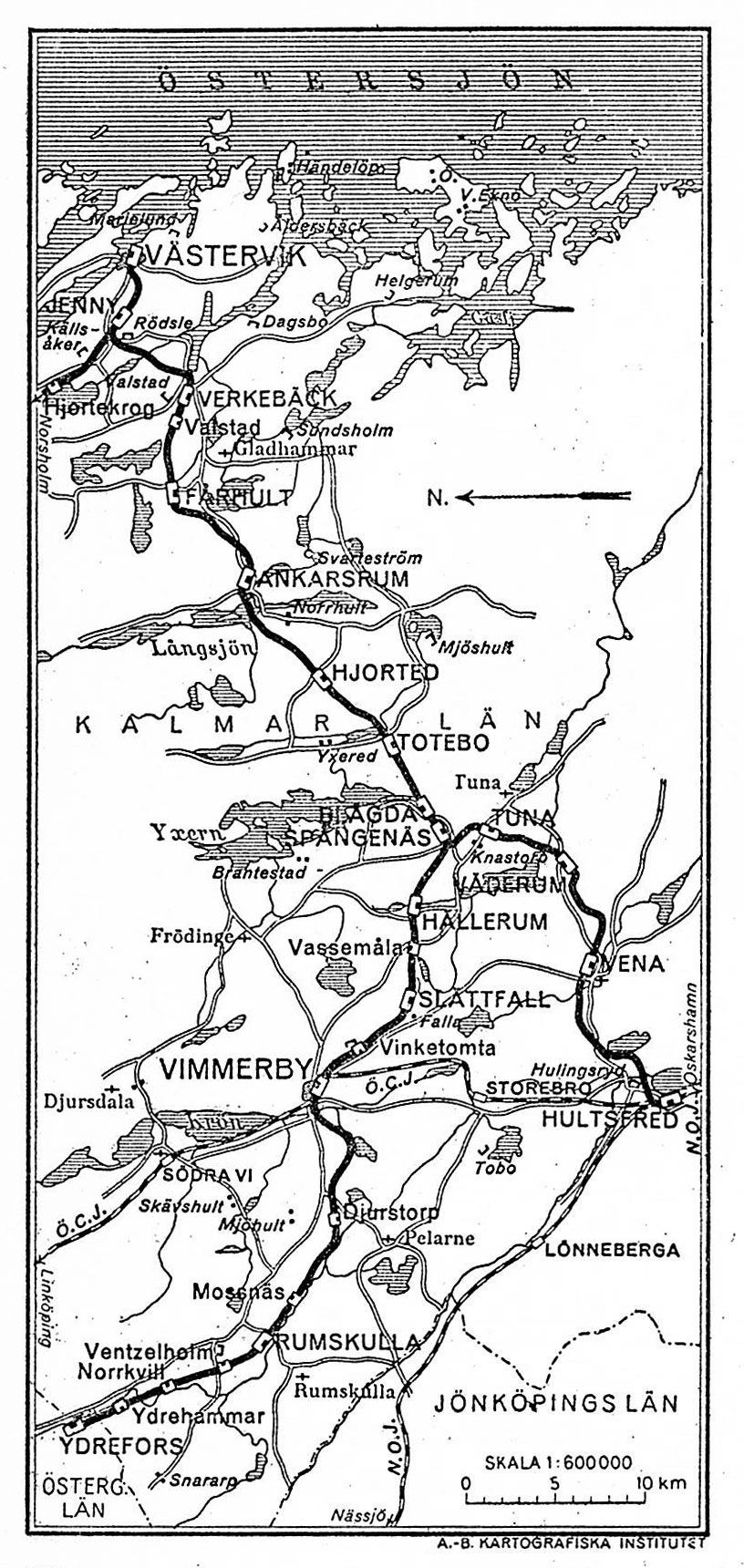
VYJ. Karta 1926.

Vimmerby-Ydre Järnväg (VYJ), även känd som Ydrebanan, är en nedlagd och uppriven 891 mm smalspårig järnväg mellan Vimmerby i Kalmar län och Ydrefors i Östergötlands län, Sverige.

## Historia
Koncessionen erhölls 1908 som en fortsättning på Vimmerby-Spångenäs Järnväg men ekonomiska svårigheter gjorda att det dröjde till 1922 innan byggandet med hjälp av Arbetslöshetskommissionen[källa behövs] kunde börja från Vimmerby. Godstrafik påbörjades 1923, slutstationen Ydrefors nåddes 1924 och banan öppnade för allmän trafik den 24 oktober samma år. Järnvägen ägdes av Vimmerby-Ydre Järnvägaktiebolag med säte i Västervik. Byggnadskostnaden uppgick 1925 till 1 517 000 kr. Aktiekapitalet var 706 700 kr och bolaget hade ett statslån på 825 000 kr. Banan hade inget eget rullande material utan trafikerades från början av Norsholm-Västervik-Hultsfreds Järnvägar. I början på 1930-talet drabbades järnvägen av ekonomiska svårigheter och bolaget trädde 1934 i likvidation. Banan togs över av Norsholm-Västervik-Hultsfreds Järnvägar (NHVJ) den 1 juli 1937. Persontrafiken upphörde den 1 juni 1933. Godstrafiken fortsatte och bestod mest av virkestransporter. Koncessionen upphörde den 1 januari 1940 och därmed kunde banan börja rivas under sommaren 1940. Innan hela banan var riven blev den ett mål för störtbombsövningar av Flygvapnet den 6 september 1940.
I Ydrefors fanns det en 12 meter bred vändskiva som senare flyttades till museijärnvägen i Västervik.

## Nutid
Eftersom banan gick mer i skogsmark än på åker finns spår av banvallen kvar och de flesta stationshusen finns kvar i privat ägo.